# Port lotniczy Port Blair
Port lotniczy Port Blair (IATA: IXZ, ICAO: VOPB) – port lotniczy położony 2 km na południe od Port Blair, na terytorium zależnym Andamany i Nikobary, w Indiach.

## Kierunki lotów i linie lotnicze
| Linia lotnicza  | Kierunek                                                                |
| --------------- | ----------------------------------------------------------------------- |
| Air India       | 1. Ćennaj 2. Kolkata 3. Mumbaj 4. Visakhapatnam                         |
| Akasa Air       | 1. Bengaluru 2. Ćennaj                                                  |
| IndiGo Airlines | 1. Bengaluru 2. Ćennaj 3. Hajderabad 4. Kolkata 5. Mumbaj 6. Nowe Delhi |
| SpiceJet        | 1. Ćennaj 2. Kolkata 3. Mumbaj Sezonowo: 1. Bengaluru                   |
| Vistara         | 1. Bengaluru 2. Kolkata 3. Nowe Delhi                                   |